# 大窪一志
大窪 一志（おおくぼ かずし、1946年 - ）は、日本のフリー編集者、著述家、翻訳家、左翼活動家。

## 来歴
神奈川県生まれ。東京大学文学部哲学科卒業。実存哲学を専攻。
筑摩書房、日本生協連広報室などの編集者を経てフリーの編集者・著述家として活動する。

## 著書
- 『生協探検 コープってなんだろう?』（コープ出版） 1992年
- 『協働を求めて なぜ生協で働くのか 生協ルポ』（コープ出版） 1994年
- 『日本型生協の組織像 改革のトレンドとキーワード』（コープ出版） 1994年
- 『風はキューバから吹いてくる ソシアリスモ・ラティーノ見聞』（同時代社） 1998年
- 『「新しい中世」の始まりと日本 融解する近代と日本の再発見』（花伝社） 2008年
- 『アナキズムの再生』（にんげん出版、モナド新書） 2010年
- 『自治社会の原像』（花伝社） 2014年

### 共著編
- 『アナ・ボル論争』（大杉栄, 山川均、編集・解説、同時代社） 2005年
- 『直言 靖国問題の核心』（三上治, 富岡幸一郎共著、講談社） 2006年
- 『素描・1960年代』（川上徹共著、同時代社） 2007年

## 翻訳
- 『極北のおもいで』（ノルミー・エコーミャク、リブロポート） 1990年
- 『ハリウッド・ロリータ』（マリアンヌ・シンクレア、JICC出版局） 1990年
- 『インカコーラ :ペルー紀行』（マシュー・パリス、図書出版社、海外旅行選書） 1992年
- 『シベリア横断鉄道の旅』（エリック・ニュービー、図書出版社、海外旅行選書） 1992年
- 『マヤ 神秘を開く旅』（ピーター・キャンビー、図書出版社、海外旅行選書） 1993年
- 『ハート・オブ・アメリカ 中西部トラック紀行』（ピート・デイヴィス、図書出版社、海外旅行選書） 1994年
- 『瞑想入門 自己発見へのいざない』（ローレンス・ルシャン、図書出版社、シリーズ・サイコ） 1994年
- 『燃えつきるまで ワールドカップ・サッカー・ストーリー』（ピート・デイヴィス、図書出版社） 1994年
- 『やせる瞑想 1日30分でやせる』（ローレンス・ルシャン、図書出版社） 1995年
- 『レボルツィオーン 再生の歴史哲学』（グスタフ・ランダウアー、同時代社） 2004年
- 『権力を取らずに世界を変える』（ジョン・ホロウェイ、四茂野修共訳、同時代社） 2009年
- 『相互扶助再論 支え合う生命・助け合う社会』（ピョートル・クロポトキン、同時代社） 2012年

## 参考
- [ISBN　978-4-7634-0689-7]